# South Fork (Kalifornia)
South Fork – obszar niemunicypalny w Stanach Zjednoczonych, w Kalifornii, w hrabstwie Mendocino.